# Peisch Sándor
Peisch Sándor (Budapest, 1949. március 2. –) magyar közgazdász, műfordító, diplomata.

## Életpályája
Szülei: Peisch Sándor és Csernák Margit. 1968–1972 között a Marx Károly Közgazdaságtudományi Egyetem hallgatója volt. 1972-tól a Külügyminisztériumban dolgozik. 1973-ban a budapesti Eötvös Loránd Tudományegyetem bölcsészettudományi szakfordítói képzését végezte el. 1974–1979 között a berlini nagykövetség protokoll-, majd sajtóattaséja volt. 1981-ben habilitált. 1981–1985 között az MSZMP KB külügyi osztályának munkatársa volt. 1985–1990 között a bonni nagykövetség első beosztottja, majd tanácsos és követ volt. 1990–1991 között a Külügyminisztérium főosztályvezetőjeként tevékenykedett. 1991–1994 között a nyugat-európai ügyekben illetékes helyettes államtitkár, majd nagykövet volt. 1991–1994 között az Európa Mozgalom Magyar Tanácsának főtitkára, 1999-től alelnöke volt. 1992–1993 között az európai integráció kérdéseivel foglalkozó tárcaközi bizottság társelnöke volt. 1994–1999 között bécsi nagykövetként dolgozott. 2000-ben elvégezte a köztisztviselők kibővített képesítési vizsgáját. 2000–2003 között a Külügyminisztérium nyugat-európai főosztályvezetője volt. 2002. december 4-én Berlinbe helyezték át, és 2010. július végéig a Magyar Köztársaság németországi nagykövete volt.

## Díjai
- a belga Leopold-rend nagy tisztje kitüntetés (2002)
- Pro Turismo-díj (2004)[1]
- a Magyar Érdemrend parancsnoki keresztje (2009)[1]

## Fordítás
- Ez a szócikk részben vagy egészben  a   Sándor Peisch című német Wikipédia-szócikk ezen változatának fordításán alapul.  Az eredeti cikk szerkesztőit annak laptörténete sorolja fel. Ez a jelzés csupán a megfogalmazás eredetét és a szerzői jogokat jelzi, nem szolgál a cikkben szereplő információk forrásmegjelöléseként.